# フライ・ミー・トゥー・ザ・ムーン
「フライ・ミー・トゥー・ザ・ムーン」（英: Fly Me to the Moon）は、ジャズのスタンダード・ナンバー楽曲。日本語で「私を月に連れて行って」といった意味になる。原題は「イン・アザー・ワーズ」（英: In Other Words）。

## 概要
1954年に、作詞家・作曲家のバート・ハワードによって制作されたもので、初演はニューヨークのキャバレー "Blue Angel" において披露、ヴォーカルのフェリシア・サンダーズ の歌唱によるものであった。ただし、この時の曲のタイトルは "In Other Words"（対訳「言い換えると」）であり、拍も3⁄4拍子で、現在広く認知されているアレンジとは装いをかなり異にしていた。この「In other words」という台詞は歌詞の中にも登場しており、現在でも本作をカバーする際に "Fly Me to the Moon (In Other Words)" というタイトルにするアーティストがいる。同年にはヴォーカルのケイ・バラードによりデッカ・レコードにて初めてレコーディングされた。その数年後（1960年）に、ペギー・リーがアルバム『プリティ・アイズ』収録曲の一つとしてレコーディング（タイトルは "In Other Words"）、同時期にTV番組『エド・サリヴァン・ショー』に出演し本作を歌唱。これが切っ掛けで本作は広く知られるようになった。
1956年には、ポーシャ・ネルソンのアルバム『Let Me Love You』に収録された。同年、ジョニー・マティスが本作を収録する際に初めて「Fly Me to the Moon」の題が登場した。
1959年、フェリシア・サンダーズがデッカ・ヨコードより発売したシングル「サマー・ラブ」のB面に、サンダース歌唱の物が収録された。1961年には本曲をA面としたシングルがデッカより発売された。
現在多く耳にする「Fly Me to the Moon」が完成するのは、1962年のことである。作曲家・編曲家のジョー・ハーネルが4⁄4拍子のボサノヴァ風に書き直したものが、現在よく知られているアレンジの一つである。その後、1964年にフランク・シナトラがカバーして爆発的なヒットとなった。ヴォーカルナンバー以外でもインストナンバーとしても知られ、オスカー・ピーターソン等のジャズ・アーティストが演奏している。
シナトラが本作を発表した1960年代、アメリカ合衆国はアポロ計画の真っ只中にあり、本当に『月に連れて行って貰える』のは「非常に近くまで迫っている、近未来の出来事」であった。そのため本作「Fly Me to the Moon」は一種の時代のテーマソングのように扱われ、これが本作のヒットにつながった。シナトラ・バージョンの録音テープは、アポロ10号・11号にも積み込まれ、人類が月に持ち込んだ最初の曲になった。このシナトラ・バージョンは2000年の映画『スペース カウボーイ』（ワーナー・ブラザース）のラストシーン（トミー・リー・ジョーンズ演じる宇宙飛行士が身を挺してミッションをクリアした後、予定外の月にまで到達してしまう）においても使用されている。
非常に数多くの歌手や楽団がカバーしていることでも知られており、劇中曲として使用されることも多い。

## 日本
- 1963年、森山加代子が｢月へ帰ろう｣（「一人で泣かせて」のB面）のタイトルで、中尾ミエが｢月夜にボサノバ｣（「テル・ヒム」のB面）のタイトルで、それぞれ日本語詞でカバーしている。
- 1967年、ヘレン・メリルの日本録音盤『Bossa Nova In Tokyo』（伴奏：前田憲男ストリングス・オーケストラ・渡辺貞夫がフルートで参加）に収録[3]。渡辺貞夫も同年に発表したアルバム『イパネマの娘』にて、菊地雅章や中牟礼貞則、富樫雅彦らとの共演で収録している。
- 1970～80年代、「TBS名作ドラマシリーズ」のオープニング及びエンディングテーマで、ウェス・モンゴメリーによるアレンジバージョンが使用された。
- 1981～1987年、竹宮恵子の21世紀後期を舞台にしたSF漫画『私を月まで連れてって!』。第一回「夢みるマーズポート」（1977年掲載）で象徴として日本語詞を引用している。
- 1995年～1996年放送のテレビアニメ『新世紀エヴァンゲリオン』のエンディングテーマに用いられ、新たな世代の関心も呼び起こした。日本の音楽雑誌『CD&DLでーた』が2016年に月に関連する最も代表的な曲について行った調査によると、クレア・リトリーと高橋洋子のカバーバージョンは、10代から30代までの6203人の回答者によって7位にランキングされる[4]。
- 2008年に放映された全日本空輸のテレビCM「あこがれのJAZZ CLUB」篇のBGMとして使用された。ジャズクラブのバーカウンターにあたかも同社の飛行機が着陸するようなイメージの映像であった。歌っているのはGeila Zilkhaで、30秒に収めるため原曲よりもアップテンポで歌っている。
- 2009年のXbox 360及びPlayStation 3専用ゲームソフト『ベヨネッタ』の挿入歌（∞ Climax Mixとしてリミックス版もある）や、2013年のサントリーのウイスキー・山崎のCMソングに使用される。
- 2019年、松田聖子がアルバム『SEIKO JAZZ 2』にてジャズアレンジでカバーしている。

## 備考
JASRACに於いては2018年現在、外国作品／出典：PJ (サブ出版者作品届)   ／作品コード 0F0-2290-1 FLY ME TO THE MOON として登録。
FLY ME TO THE MOONがOT（正題）、IN OTHER WORDSがAT（副題）。日本国内外含めて計337組の歌手・楽団が「アーティスト」として登録されている。
多くの日本語詞が制作され歌唱されているが、JASRACデータベースに「訳詞」登録されているのは漣健児のみである。
本作の出版者は、PALM VALLEY MUSIC LLC 301。日本におけるサブ出版はティー・アール・オー・エセックス・ジャパン Ａ事業部（シンコーミュージック・エンタテイメントが業務代行）とされている。
特記すべき注意事項が存在し、2018年4月現在、JASRACの「録音禁止著作物一覧」に掲載されており、「アニメーション関連で利用する場合は、SP：ティー・アール・オー・エセックス・ジャパンA事業部に事前確認が必要。」と注記がされている。